# Nathan Ausubel
Nathan Ausubel (15 de junho de 1898 – 23 de novembro de 1986) foi um historiador e folclorista estadunidense, especialista em cultura judaica.

## Biografia
Ausubel nasceu em Leżajsk, Galícia, o sexto de oito filhos de uma família judia, e imigrou quando criança com sua família em 1902 para o Brooklyn, Nova York. Mais tarde, frequentou a Universidade de Columbia. Ausubel alistou-se no 39º Batalhão da Legião Judaica durante a Primeira Guerra Mundial e lutou no Vale do Jordão.
Ele foi casado brevemente com Manya Schrager e depois com Marynn Ausubel até a morte dela em 1980; eles tiveram uma filha, Ethel Ausubel Frimmet. Seu sobrinho David Ausubel se tornou um renomado professor, educador, etnógrafo e pioneiro em psicologia educacional cognitiva.